# Johann Raab von Haxthausen

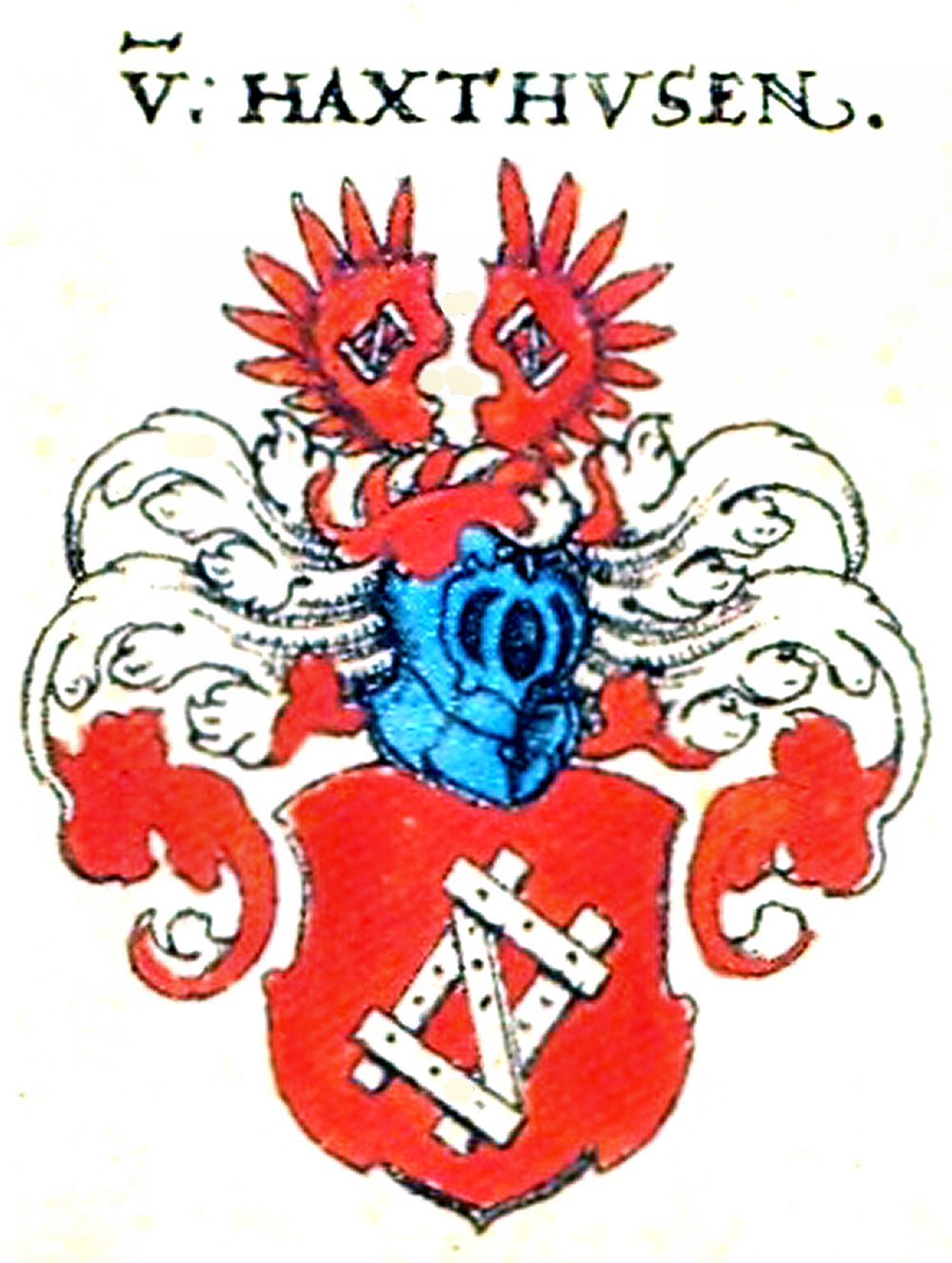
Wappen derer von Haxthausen

Johann Raab von Haxthausen (* Januar 1659 in Roßdorf b. Darmstadt; † 21. November 1733 in Mainz) war ein Freiherr, kurpfälzischer General und Feldmarschallleutnant der Reichsarmee.

## Herkunft
Er entstammte dem alten westfälischen Adelsgeschlecht von Haxthausen und war der Sohn des Hermann Raab von Haxthausen sowie seiner Gattin Agnes Maria von Kamptz, Tochter von Hans Joachim von Kamptz und Anna Maria Bibiana von Rodenstein, Erbtochter und letzte Namensträgerin dieser Familie. Der Vater fungierte 1669–1671 als kurpfälzer Amtmann in Gau-Odernheim, der Großvater Raab Arndt von Haxthausen als kurpfälzischer Rat und Amtmann von Mosbach.

## Leben
Johann Raab von Haxthausen schlug die militärische Laufbahn ein und wurde zunächst kurbayerischer Artillerie-Offizier. Als solcher kämpfte er während des Pfälzischen Erbfolgekrieges im Piemont. Aufgrund eines vom Kaiser erlassenen  Avocatoriums kehrte er als Oberst in seine Heimat zurück. Er trat in die Dienste des Hochstifts Münster. Der Pfälzer Kurfürst  Johann Wilhelm warb den Offizier an und beauftragte ihn mit der Aufstellung einer kurpfälzischen Truppe. Dieser Verband entstand am 15. September 1695 als Bataillon, wurde 1696 zum Regiment Haxthausen erhoben und 1704 aufgelöst. 1703 focht Haxthausen mit seinem Regiment im Spanischen Erbfolgekrieg. Laut einem Attest der Mecklenburgischen Landstände vom 23. Januar 1715, wegen Erbschaftsansprüchen, trug Johann Raab von Haxthausen zu dieser Zeit folgende Titel: Feldmarschall-Leutnant der Reichsarmee, kurpfälzischer Generalleutnant der Infanterie und Generalmajor der Artillerie, Militärgouverneur von Amberg und aller oberpfälzischen Garnisonen, kurpfälzischer Kammerherr, Ritter-Rat der Oberrheinischen Ritterschaft.
Von 1715 bis 1733 bekleidete er das Amt des Gouverneurs der Festung Jülich später wurde er auch kurpfälzischer General-Feldzeugmeister.
Haxthausen starb 1733 in Mainz und wurde vor dem Hochaltar der katholischen Pfarrkirche St. Johannes Evangelist zu Großwinternheim beigesetzt. Dort ist im Außenbereich sein Grabstein erhalten. Eine neuzeitliche Tafel weist darauf hin, dass der General ein Wohltäter dieser Kirche gewesen sei.
Über seine Mutter hatte der Freiherr den Haxthäuser Hof bei Ingelheim am Rhein geerbt, das frühere Kloster Hausen.

## Familie und Nachkommen

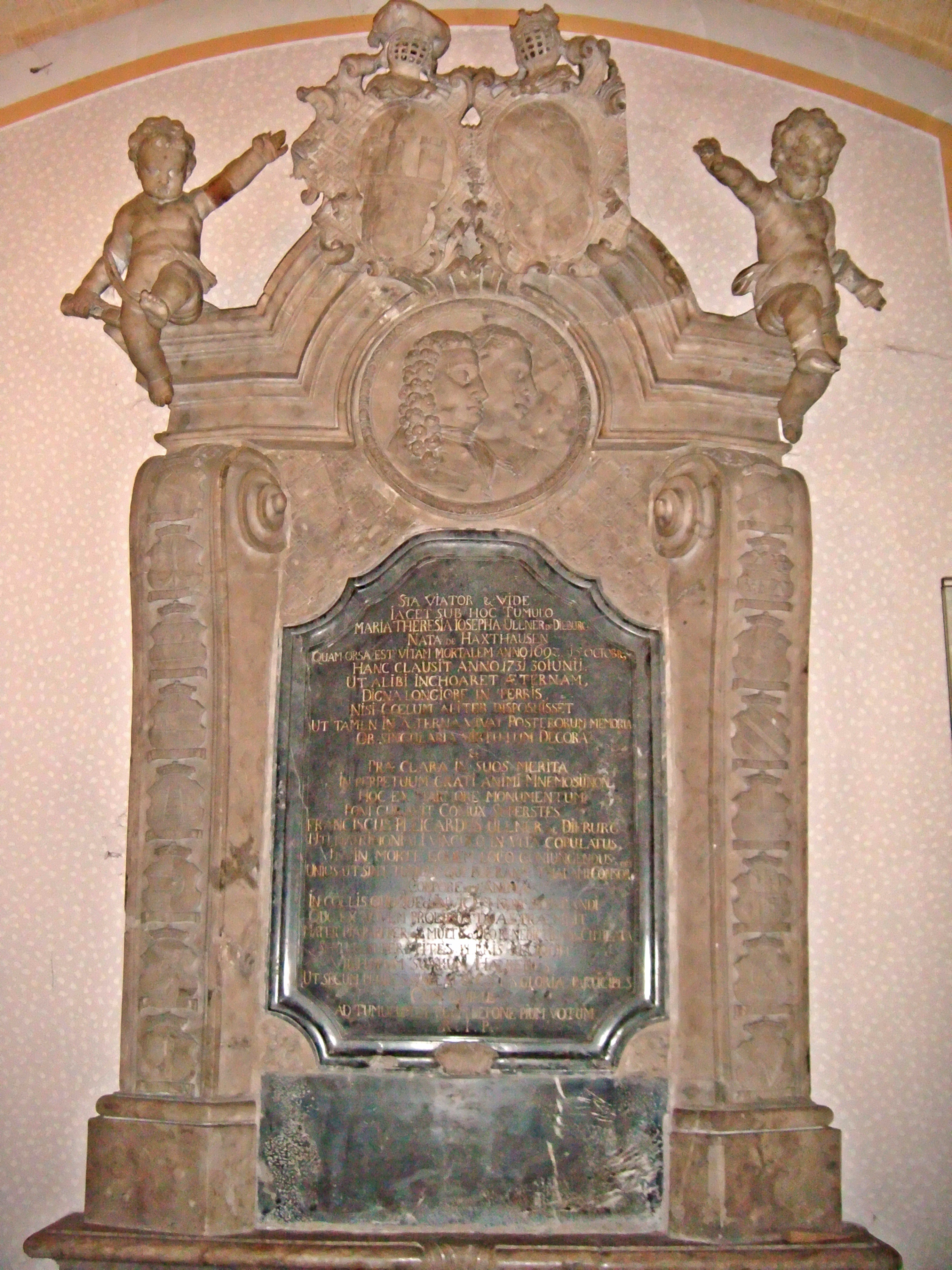
Epitaph der Tochter, Weinheim, Pfarrkirche St. Laurentius

Johann Raab von Haxthausen war in erster Ehe (19. März 1687) verheiratet mit Margaretha Concordia geb. von Syrgenstein. Sie hatten drei Kinder, die das Erwachsenenalter erreichten. Der Sohn Joseph Clemens Maria (* um 1695; † vor 1732), kurpfälzischer Hauptmann heiratete Anna Margaretha Sidonia geb. Freiin von Bettendorf, er hinterließ keine Nachkommen. Die Tochter Maria Theresia Josepha von Haxthausen (* 15. Oktober 1692; † 30. Juni 1731) ehelichte am 12. Juni 1713 den kurpfälzischen Oberst-Hofmarschall Franz Pleickard Ulner von Dieburg († 1748). Der Gatte ließ ihr ein anrührendes Epitaph mit Porträtmedaillon in der Weinheimer St.-Laurentius-Kirche errichten. Eine Enkeltochter aus dieser Verbindung, Elisabeth Auguste Ulner von Dieburg (1751–1816), heiratete Wolfgang Heribert von Dalberg, Minister und Intendant des Nationaltheaters in Mannheim. Eine weitere Tochter von Johann Raab, Maria Anna Barbara, starb vor 1724.
1724 verband sich der verwitwete General von Haxthausen in zweiter Ehe mit Maria Franziska von Bongart (1682–1768), geb. Freiin von Bongart zu Pfaffendorf. Sie war die Witwe des Johann Werner von Baexen zu Veynau und heiratete später, in dritter Ehe, Graf Johann Joseph Wilhelm von Efferen.